# Grosso Autunno
Il Grosso Autunno è stato un gruppo musicale rock progressivo italiano formatosi a Roma nel 1975 e attivo fino al 1978.

## Storia del gruppo
Formatisi a metà degli anni '70, iniziano ad esibirsi nei locali della loro città, presentando un repertorio a metà strada tra il progressive e la West Coast, con molti strumenti acustici.
Ottenuto un contratto con la EMI Italiana, pubblicano nel 1976 l'album omonimo, a cui fa seguito l'anno successivo il secondo LP: i dischi però non riscuotono molto successo ed il gruppo si scioglie.
Dei componenti, Stefano Iannucci continuerà l'attività come cantautore, incidendo anche un disco con Giorgio Lo Cascio; Luciano Ceri, dopo aver inciso anche lui un 33 giri come cantautore, diventerà uno dei più noti critici musicali italiani, collaborando con riviste come Raro!, Musica leggera e Vinile.

## Formazione
- Luciano Ceri – voce, chitarra acustica, basso, tastiere
- Stefano Iannucci – voce, chitarra acustica, percussioni
- Gabriele Longo – voce, flauto, armonica, chitarra acustica, basso, percussioni
- Paolo Somigli – voce, chitarra elettrica, chitarra acustica, basso
- Alessandro Varzi – voce, basso, percussioni, armonica

## Discografia

### 33 giri
- 1976 – Grosso Autunno (EMI 3C064-18208)
- 1977 – Almanacco (EMI 3C064-18313)

### Singoli
- 1976 – La realtà di sempre/Per (EMI 3C000-70106)